# Михайлов Сергій Вікторович

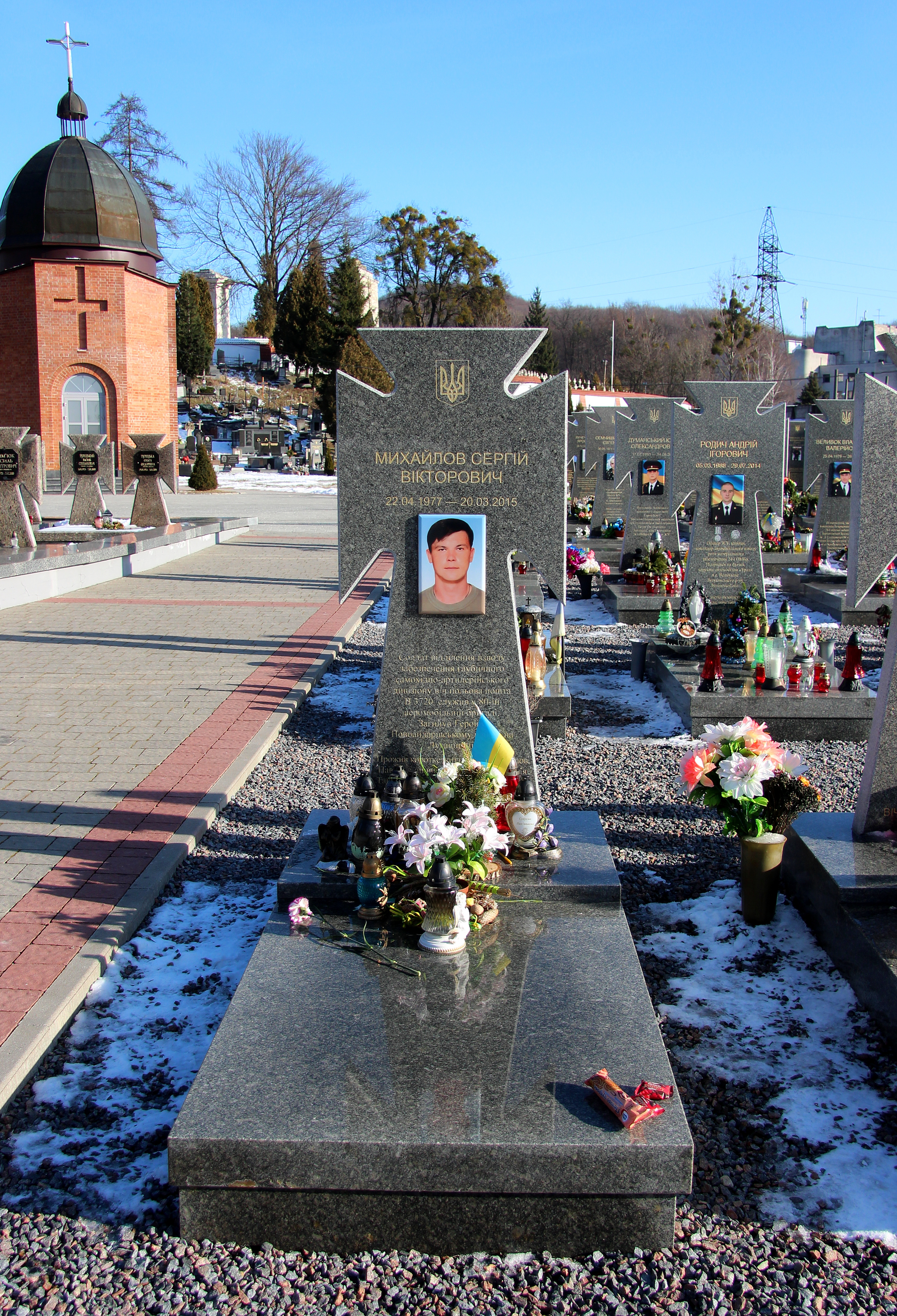

Сергі́й Ві́кторович Миха́йлов (нар. 22 квітня 1977, м. Львів, Українська РСР — пом. 20 березня 2015, с. Денежникове, Новоайдарський район, Луганська область, Україна) — солдат Збройних сил України, учасник російсько-української війни.

## Життєпис
Народився 1977 року у Львові. Навчався у Золочівській школі-інтернаті № 4.
Мешкав у Львові, працював на Личаківському цвинтарі.
У зв'язку з російською збройною агресією проти України призваний за частковою мобілізацією.
Солдат, кухар 80-ї окремої аеромобільної бригади, в/ч А0284, м. Львів.
Майже пів року ніс службу в зоні проведення антитерористичної операції на Луганщині, зокрема в районі міста Щастя.
20 березня 2015-го помер внаслідок гострої серцевої недостатності під час несення військової служби в селі Денежникове Новоайдарського району.
Похований 23 березня у Львові, на Полі почесних поховань № 76 Личаківського кладовища. Без Сергія лишилися дружина Ольга та двоє дітей.

## Нагороди та вшанування
- За особисту мужність і високий професіоналізм, виявлені у захисті державного суверенітету та територіальної цілісності України, вірність військовій присязі, відзначений — нагороджений орденом «За мужність» III ступеня (23.05.2015, посмертно)[2].
- 13 травня 2017 у місті Золочів на будівлі Золочівської ЗОШ № 4 встановлено меморіальну дошку на честь Сергія Михайлова[3][4].